# Storsvarten (album)
Storsvarten är ett musikalbum av Olov Johansson, utgivet 1998 av Drone Music. Namnet kommer av en polska som tydligen skall vara komponerad av August Bohlins farmors farfar Olle Hellstedt.

## Låtlista
Alla låtar är traditionella om inget annat anges.
1. "Ridmarsch efter Bohlin" – 2:16
2. "Fullträffen" (Olov Johansson) – 1:43
3. "Bjernulfs bröllopspolska" (Olov Johansson) – 3:40
  - Roger Tallroth — 12-strängad gitarr
4. "Två Ståbilåtar" – 3:17
  - Mikael Marin — fiol
5. "Ockelbogubbarnas favoritpolska" – 3:58
  - Anders Bromander — orgel
6. "Vals efter Erlandsson" – 2:44
7. "Erik Bohlins brudpolska" – 1:27
8. "Skållat troll" – 2:48
9. "Polska efter Strutz-Gustaf" – 1:37
10. "Storsvarten" – 3:01
11. "Sjöankans vals" (Olov Johansson) – 3:53
  - Roger Tallroth — bosoki
12. "Alvaringen" (Olov Johansson) – 4:45
  - Anders Bromander — flygel
13. "Carl-Olov Adrenalins polska" (Olov Johansson) – 3:08
  - Mikael Marin — viola
14. "Valbolåten" – 2:29
15. "Schedins brudpolska" – 2:19
16. "Stormyren" (Eric Sahlström) – 2:54
17. "Två polskor från Östa" – 2:45
18. "Vals efter Kopparslagaren" – 2:22
19. "Polkett efter Bohlin" – 2:05
  - Mikael Marin — viola
20. "Toker" (Olov Johansson) – 2:49
  - Roger Tallroth — oktavmandolin
21. "Skålarna" – 4:00
22. "Svampmannen" (Olov Johansson) – 4:38
  - Claudia Müller — flöjt
  - Mikael Marin — viola

Total tid: 65:32
- Arrangemang:
- Anders Bromander (5, 12)
- Olov Johansson (6, 9, 14, 15, 17, 18)
- Mikael Marin (4, 13, 19, 22)
- Roger Tallroth (3, 11, 20, 21)

## Medverkande
- Olov Johansson — 3-radig kromatisk nyckelharpa (2, 3, 5, 7-12, 15-17, 21, 22), kontrabasharpa (1, 4, 6, 13, 14, 18, 19), fiol (20)
- Claudia Müller — flöjt
- Mikael Marin — fiol, viola
- Roger Tallroth — 12-strängad gitarr, bosoki, oktavmandolin
- Anders Bromander — orgel, flygel
- Mats Olofsson — cello